# Karl-Alexander Hampe
Karl-Alexander Hampe (* 22. Dezember 1919 in Berlin; † 2009) war ein deutscher Jurist, Historiker und Diplomat, der unter anderem von 1967 bis 1971 Botschafter in Bolivien sowie von 1979 bis 1984 Botschafter und Leiter der Ständigen Vertretung beim Europarat in Straßburg war.

## Leben
Nach dem Besuch der Deutschen Schule Madrid sowie der Internationalen Deutschen Schule Brüssel legte er 1937 sein Abitur ab und war anschließend im Reichsarbeitsdienst (RAD) eingesetzt. Während des Zweiten Weltkrieges leistete er seinen Militärdienst und wurde schließlich nach einer schweren Verwundung als Rittmeister aus dem aktiven Dienst entlassen.
Nach Kriegsende begann er 1945 ein Studium der Rechtswissenschaften an der Universität Brüssel sowie der Universität Hamburg und schloss dieses Studium mit dem Ersten und Zweiten Staatsexamen ab. 1949 erfolgte seine Promotion zum Dr. jur. an der Universität Hamburg mit einer Dissertation zum Thema Die Amtshaftung im englischen Recht. Eine rechtsvergleichende Darstellung der Haftung der englischen Krone und der Selbstverwaltungs-Körperschaften für Amtsverletzungen ihrer Beamten. Zwischen 1951 und 1952 war er als Wissenschaftlicher Assistent von Hans Peter Ipsen am Seminar für öffentliches Recht und Staatslehre der Universität Hamburg tätig.
1952 trat er in den auswärtigen Dienst ein und gehörte zu den Teilnehmern des vierten Ausbildungslehrganges des Auswärtigen Amtes. Nach Abschluss der Laufbahnprüfung wurde er 1953 zum Legationssekretär an die Gesandtschaft in Irland versetzt, ehe er danach 1955 Gesandtschaftsrat an der Gesandtschaft in Österreich wurde. Nach Verwendungen in der Zentrale des Auswärtigen Amtes erfolgte 1962 seine Ernennung zum Legationsrat an der Botschaft in Nigeria. Im Auswärtigen Amt war er in der Rechtsabteilung sowie der Personal- und Verwaltungsabteilung tätig.
1967 wurde Hampe als Nachfolger von Karl Günther Motz Botschafter in Bolivien und übte dieses Amt bis zum Putsch von Hugo Banzer Suárez 1971 aus. Im Anschluss kehrte er nach Bonn zurück und wurde als Vortragender Legationsrat Erster Klasse Referatsleiter für Argentinien, Uruguay, Paraguay, Brasilien und Karibik und danach vom 15. Oktober 1977 bis 1979 als Botschafter Beauftragter für die Lateinamerika-Politik des Auswärtigen Amtes.
Zuletzt wurde er 1979 Ständiger Vertreter der Bundesrepublik Deutschland beim Europarat in Straßburg und damit Nachfolger von Ellinor von Puttkamer, die in den Ruhestand versetzt wurde. 1984 trat er ebenfalls in den Ruhestand und wurde als Ständiger Vertreter beim Europarat durch Günter Knackstedt abgelöst.
Nach seinem Ausscheiden aus dem diplomatischen Dienst begann er 1985 ein Studium der Geschichte an der Rheinischen Friedrich-Wilhelms-Universität Bonn. 1994 erfolgte dort seine Promotion zum Dr. phil. mit einer Dissertation zum Thema Das Auswärtige Amt in der Ära Bismarck.

## Schriften
- Die Amtshaftung im englischen Recht. Eine rechtsvergleichende Darstellung der Haftung der englischen Krone und der Selbstverwaltungs-Körperschaften für Amtsverletzungen ihrer Beamten. Dissertation, Hamburg 1949
- Das Staatsangehörigkeitsrecht von Grossbritannien. Metzner, Frankfurt am Main 1951
- Das Staatsangehörigkeitsrecht von Spanien, Portugal und Irland. Metzner, Frankfurt am Main und Berlin 1954; Ergänzung 1960
- Das Auswärtigen Amt in der Ära Bismarck. Bouvier, Bonn 1995, ISBN 3-416-02558-X[3]; 2. Auflage, 1999
- Das Auswärtige Amt in Wilhelminischer Zeit. Scriptorium, Münster 2001, ISBN 3-932610-15-6